# フォンダケッリ＝ファンティーナ
フォンダケッリ＝ファンティーナ（イタリア語: Fondachelli-Fantina）は、イタリア共和国シチリア州メッシーナ県にある、人口約1,100人の基礎自治体（コムーネ）。

## 地理

### 位置・広がり
メッシーナ県のコムーネ。県都メッシーナから西南西へ39kmの距離にある。

#### 隣接コムーネ
隣接するコムーネは以下の通り。
- アンティッロ
- フランカヴィッラ・ディ・シチーリア
- ノヴァーラ・ディ・シチーリア
- ロディ・ミーリチ

## 行政

### 分離集落
以下の分離集落（フラツィオーネ）がある。
- Carnale, Chiesa, Evangelisti, Fantina, Figheri, Frascianida, Giarra, Marcazzo, Pietragrossa, Raccuia, Rubino (sede comunale), Ruzzolino, San Martino, Sant'Antonio

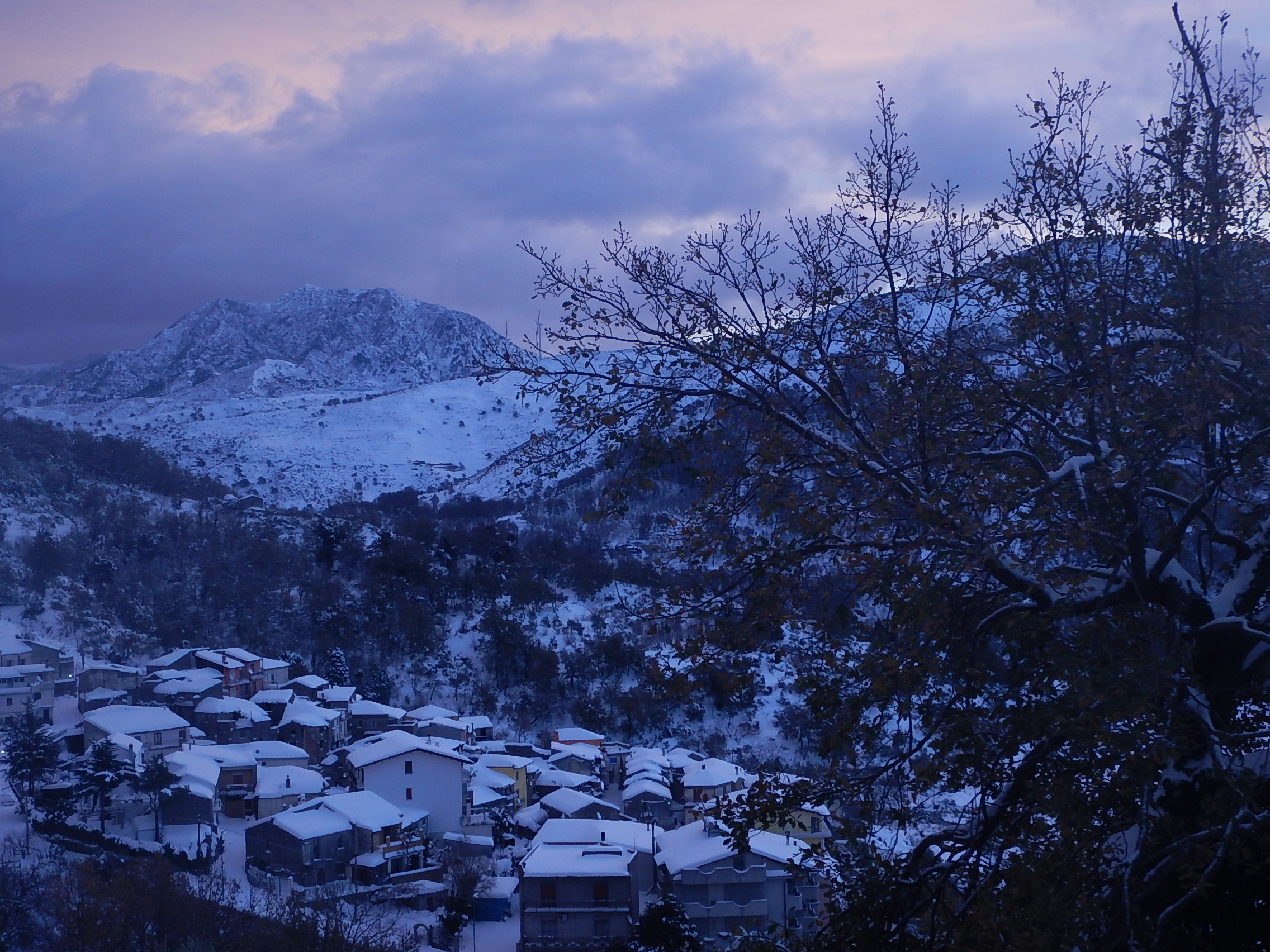
冬季のフォンダケッリ＝ファンティーナ